# Ludwig Abel (horticulteur)
Ludwig Abel naît le 8 mars 1811 près de Dessau-Roßlau et meurt le 5 février 1871 à Vienne. Il est horticulteur.

## Biographie
Ludwig Abel naît près de Dessau-Roßlau le 8 mars 1811.
À partir de 1834, il est jardinier chez Carl von Hügel à Hietzing.
Il se marie en 1840 avec Josephine Abel, née Heller et a deux fils : Lothar Abel et Friedrich Abel.
Après s'être formé en autodidacte comme architecte paysagiste, il siège au conseil municipal de Vienne (de 1862 à 1870) et propose, entre autres, la transformation architecturale des rives de la Vienne ainsi qu'une amélioration de l'aménagement paysager du Ring.
En 1857, il est nommé au CA de la Société d'horticulture de Vienne et obtient la création de la première école d'horticulture à Vienne avec Josef Mitscha von Märheim (de), Heinrich Wilhelm Reichardt (de) et Eduard Fenzl, qui fut inaugurée en 1868.